# NGC 1713
NGC 1713 este o galaxie activă situată în constelația Orion. A fost descoperită în 1 ianuarie 1786 de către William Herschel. Se află la o distanță de 62,23 de megaparseci de Pământ.